# Philipp-Christian Wachs
Philipp-Christian Wachs (* 3. Mai 1967 in Hamburg) ist ein deutscher Historiker, Strategieberater und Geschäftsführer von Unternehmen und Institutionen des gemeinnützigen Sektors. Von 2008 bis März 2021 war er Vorstand des Haus Rissen Hamburg – Institut für Internationale Politik und Wirtschaft, einer Einrichtung der Politischen Bildung. Im April 2021 machte er sich selbständig und gründete eine eigene Strategieberatung. Das Unternehmen berät Familien bei ihrer Familienstrategie, in Fragen philanthropischen Engagements, der Konfliktvermeidung und der Nachfolgeplanung beim Generationsübergang.

## Leben
Philipp-Christian Wachs wuchs in Hamburg auf und studierte nach einer Reserveoffiziersausbildung bei der 1. Gebirgsdivision in Mittenwald in Bamberg, Paris und Berlin Neuere Geschichte, Volkswirtschaft und Öffentliches Recht. Nach seiner Promotion zum Fall Theodor Oberländer, die in der bundesweiten Presse ein geteiltes Echo auslöste
, arbeitete er mehrere Jahre für den Regierenden Bürgermeister von Berlin und die Bund-Länder-Beratungsgesellschaft Industrial Investment Council (IIC) in Berlin. Nach seinem Wechsel in den gemeinnützigen Sektor war er in leitender Funktion bei der ZEIT-Stiftung Ebelin und Gerd Bucerius sowie als Geschäftsführer der von Helmut Schmidt gegründeten Deutschen Nationalstiftung (Weimar/Hamburg) tätig. Von Mai 2008 bis März 2021 leitete er das gemeinnützige Fortbildungsunternehmen Haus Rissen Hamburg als Geschäftsführender Vorstand. Seit Sommer 2021 ist er Geschäftsführer der Strategieberatung Wachs Hesselbarth & Co Strategy Advisors. Seit Sommer 2025 ist auch seine Frau Beatrice Wachs an der Firma beteiligt.
Philipp-Christian Wachs ist verheiratet, hat drei Kinder und lebt in Hamburg.

## Soziales Engagement
Zu seinen ehrenamtlichen Engagements gehören u. a. die Mitgliedschaft im Vorstand der gemeinnützigen hamburgischen Stiftungen Klaus-Schümann-Stiftung sowie Daniela-und-Jürgen-Westphal-Stiftung zur Förderung privater Universitäten. Philipp-Christian Wachs ist darüber hinaus Gründungsmitglied der Atlantischen Initiative, Mitglied des Tönissteiner Kreises und des Freundeskreises Mars & Merkur.

## Publikationen

### Monografien
- mit Ton van Loon: State Building. Challenging Corruption, Organized Crime and Structural Problems, Hamburg 2013, ISBN 978-3-9809508-1-7
- Der Fall Theodor Oberländer (1905–1998) – Ein Lehrstück Deutscher Geschichte, Frankfurt 2000, ISBN 3-593-36445-X
- Die Bodenreform von 1945: Die zweite Enteignung der Familie Mendelssohn-Bartholdy, Baden-Baden 1994, ISBN 3-928017-72-1

### Herausgeberschaften
- mit Wolfgang Buschfort und Falco Werkentin: Vorträge zur deutsch-deutschen Geschichte, Berlin 2007 (2. Auflage), ISBN 978-3-934085-12-1

### Aufsätze
- Von der Nächstenliebe zur fernsten Liebe. Stiftungen bewegen Deutschland. Eine Einordnung in die Geschichte und das gesellschaftspolitische Leben des Landes in: Hanns-Stephan Haas, Jörg Verstl (Hrsg.): Stiftungen bewegen. Ein Perspektivenwechsel zur Gestaltung des Sozialen. Stuttgart 2013, ISBN 978-3-17-022027-0
- Theodor Oberländer, in: Skandale in Deutschland nach 1945. Begleitbuch zur Ausstellung im Haus der Geschichte der Bundesrepublik Deutschland. Bonn 2007, S. 30–40, ISBN 978-3-86678-122-1
- mit Franz Menges: Oberländer, Theodor in: Neue Deutsche Biographie (NDB), Band 19, Berlin 1999, ISBN 3-428-00200-8, S. 392–394.
- Erfolgsmodell für Deutschland. Ausländische Beispiele des Social Franchising, in: Stiftung & Sponsoring, Heft  IV/2007. Verl 2007
- mit Kurt Biedenkopf: Die neue Berlinfrage: Welche Rolle spielt die Hauptstadt in einem föderalen Staat in: Recht und Politik Heft IV/2004, Berlin 2004.
- Preußische Junker oder ausländische Juden? Elsa von Mendelssohn-Bartholdy und das Schicksal ihres Gutes Börnicke im Jahre 1945, in: Mendelssohn-Studien. Beiträge zur neueren deutschen Kultur- und Wirtschaftsgeschichte. Berlin 1995, S. 135–149